# The Spaghetti Incident?
The Spaghetti Incident? — п'ятий студійний альбом американського хард-рок гурту Guns N' Roses, який був випущений 23 листопада 1993 року. Лонгплей складається з кавер-версій старих хард-рок та панк-рок пісень. «The Spaghetti Incident?» це єдиний студійний альбом Guns N' Roses, у якому брав участь ритм-гітарист Гілбі Кларк, який замінив оригінального учасника Guns N' Roses Іззі Стредліна під час туру Use Your Illusion у 1991 році. Це також останній альбом гурту у якому брали участь: гітарист Слеш, басист Дафф МакКаган, барабанщик Метт Сорум і продюсер Майк Клінк.
Це єдиний альбом гурту, виданий без туру. Незважаючи на те, що критики сприйняли його дещо добре, це найгірше продаваний студійний альбом гурту, проданий мільйонним тиражем у США до 2022 року.

## Про альбом
Спочатку група планувала випустити EP, який би складався з кавер-версій, але вирішила записати цілий альбом. Багато треків були записані ще під час сессій альбомів Use Your Illusion. Гітарні партії Іззі Стредліна були повністю перезаписані Гілбі Кларком. Слеш описав запис як «спонтанний і незафарбований». Guns N' Roses хотіли підвищити популярність гуртів, якими вони в свою чергу надихались і допомогти їм фінансово, через роялті з продажу альбому.
Альбом являє собою збірку каверів на панк і глем-рок і містить кавери на таких виконавців, як: UK Subs, The Damned, New York Dolls, The Stooges, Dead Boys, Misfits, Джонні Сандерс, The Professionals, FEAR, T. Rex, Soundgarden і The Skyliners. У першому синглі «Ain't It Fun», як запрошений вокаліст взяв участь Майкл Монро(співак гурту Hanoi Rocks)
Під час студійних сесій гурт також записав інструментальний кавер на пісню Hanoi Rocks «Beer and a Cigarette». Вокал не був записаний, і пісня була не була випущена на альбомі, оскільки гурт не хотів, щоб автор пісні Енді Маккой отримував гроші. Гурт також зробив інструментальну версію пісні «Down on the Street» гурту The Stooges, яка також ніколи не була випущена.

## Назва
Початково гурт розглядав назву для альбому «Pension Fund» (укр. Пенсійний фонд), але зупинився на «The Spaghetti Incident?».
У назві релізу згадується інцидент, який стався з Стівеном Адлером в 1989 році, коли група тимчасово проживала в квартирі у Чикаго. Адлер зберігав свої наркотики в холодильнику поруч із контейнерами гурту, які містили італійську їжу. МакКаган пояснив, що кодове слово Адлера для його схованки було «спагеті». У своєму позові проти гурту адвокат Адлера попросив гурт «розповісти нам про інцидент зі спагеті», який група знайшла смішним і використала як назву альбому.

## Скандал
Альбом містить прихований трек, кавер на пісню «Look At Your Game, Girl», автором якої був серійний вбивця Чарльз Менсон. Включення пісні викликало суперечки, правоохоронні органи та групи захисту прав жертв висловили обурення. Президент лейблу Geffen Records Девід Геффен прокоментував: «[Якби] Роуз усвідомив, наскільки образливим це буде для людей, він би ніколи не записав цю пісню». Слеш зазначив, що пісня була «зроблена з наївним і невинним чорним гумором з нашого боку». Роуз заявив, що пожертвує всі гонорари за виконання пісні некомерційним екологічним організаціям.

## Треклист
| Сторона A | Сторона A                | Сторона A                                                                                        | Сторона A               | Сторона A  |
| #         | Назва                    | Автор                                                                                            | Оригінальний виконавець | Тривалість |
| --------- | ------------------------ | ------------------------------------------------------------------------------------------------ | ----------------------- | ---------- |
| 1.        | «Since I Don't Have You» | Джозеф Рок, Джеймс Бомонт, Джекі Тейлор, Джанет Фогель, Джо Вершарен, Ленні Мартін, Воллі Лестер | The Skyliners           | 4:20       |
| 2.        | «New Rose»               | Брайан Джеймс                                                                                    | The Damned              | 2:38       |
| 3.        | «Down on the Farm»       | Елвін Гіббс, Чарлі Харпер, Ніколас Гаррат                                                        | U.K. Subs               | 3:29       |
| 4.        | «Human Being»            | Джонні Сандерс, Девід Йохансен                                                                   | New York Dolls          | 6:48       |
| 5.        | «Raw Power»              | Іггі Поп, Джеймс Вільямсон                                                                       | The Stooges             | 3:12       |
| 6.        | «Ain't It Fun»           | Чіта Хром, Пітер Лафнер                                                                          | Dead Boys               | 5:06       |
| 25:33     |                          |                                                                                                  |                         |            |

| Сторона Б | Сторона Б                                   | Сторона Б                                             | Сторона Б               | Сторона Б   |
| #         | Назва                                       | Автор                                                 | Оригінальний виконавець | Тривалість  |
| --------- | ------------------------------------------- | ----------------------------------------------------- | ----------------------- | ----------- |
| 7.        | «Buick Makane (Big Dumb Sex)»               | Марк Болан/Кріс Корнелл                               | T. Rex/Soundgarden      | 2:40        |
| 8.        | «Hair of the Dog»                           | Ден Маккаферті, Пітер Егню, Менні Чарлтон, Дерел Світ | Nazareth                | 3:55        |
| 9.        | «Attitude»                                  | Гленн Данзіг                                          | Misfits                 | 1:27        |
| 10.       | «Black Leather»                             | Стів Джонс                                            | The Professionals       | 4:09        |
| 11.       | «You Can’t Put Your Arms Around a Memory»   | Джонні Сандерс                                        | Джонні Сандерс          | 3:35        |
| 12.       | «I Don't Care About You»                    | Лі Вінг                                               | Fear                    | (2:17) 4:51 |
| 13.       | «Look at Your Game, Girl» (Прихований трек) | Чарльз Менсон                                         | Чарльз Менсон           | 2:34        |
| 20:37     |                                             |                                                       |                         |             |

## Учасник запису
Guns N' Roses
- Ексл Роуз  — головний вокал, клавішні на «Since I Don't Have You», казу на «Human Being».
- Слеш  — гітара, співпровідний вокал у «Buick Mackane (Big Dumb Sex)», ток-бокс у «Hair of the Dog», бек-вокал у «Attitude».
- Дафф МакКаган  — бас-гітара, бек-вокал, акустична гітара, головний вокал у «You Can't Put Your Arms Around a Memory», «New Rose» та «Attitude», співпровідний вокал у «Raw Power», ударні в «You Can't Put Your Arms Around A Memory», продюсування.
- Метт Сорум  — ударні, перкусія у «Hair of the Dog», бек-вокал у «Human Being» та «Attitude».
- Діззі Рід  — клавішні, фортепіано у пісні «Since I Don't Have You», перкусія у пісні «Look at Your Game Girl», бек-вокал у пісні «You Can't Put Your Arms Around a Memory».
- Гілбі Кларк  – ритм-гітара, бек-вокал.
- Іззі Стредлін  — ритм-гітара (в титрах не вказаний)[15]

Додаткові музиканти
- Майкл Монро — співпровідний вокал у «Ain't It Fun»
- Майк Стеггс — додаткова гітара в «Ain't It Fun»
- Майк Фазано — перкусія на «Hair of the Dog»
- Річард Дюгуей — соло-гітари та ритм-гітари в «You Can't Put Your Arms Around a Memory»
- Едді Гулетц — бек-вокал у пісні «You Can't Put Your Arms Around a Memory»
- Блейк Стентон — бек-вокал у «I Don't Care About You»
- Ерік Міллс — бек-вокал у пісні «I Don't Care About You»
- Ріккі Рахтман — бек-вокал у «I Don't Care About You»
- Стюарт Бейлі — бек-вокал у «I Don't Care About You»
- Карлос Буй — акустична гітара в «Look at Your Game, Girl»

Інші
- Майк Клінк — продюсування всіх треків, крім 1 і 11
- Джим Мітчелл — продюсування на треку 11
- Білл Прайс — міксинг
- Джордж Маріно — мастеринг
- Кевін Рейган — артдиректор; графічний дизайн
- Денніс Кілі, Джин Кіркленд і Роберт Джон — фотографії

## Чарти
| Chart (1993)                                         | Peak position |
| ---------------------------------------------------- | ------------- |
| Австралія Australian Albums (ARIA)                   | 1             |
| Австрія Austrian Albums (Ö3 Austria)                 | 4             |
| Нідерланди Dutch Albums (MegaCharts)                 | 4             |
| Німеччина German Albums (Offizielle Top 100)         | 5             |
| Угорщина Hungarian Albums (MAHASZ)                   | 3             |
| Нова Зеландія New Zealand Albums (Recorded Music NZ) | 3             |
| Норвегія Norwegian Albums (VG-lista)                 | 2             |
| Spanish Albums (AFYVE)                               | 2             |
| Швеція Swedish Albums (Sverigetopplistan)            | 2             |
| Швейцарія Swiss Albums (Schweizer Hitparade)         | 3             |
| США Billboard 200                                    | 4             |

| Chart (1993)                 | Position |
| ---------------------------- | -------- |
| Australian Albums (ARIA)     | 29       |
| Dutch Albums (Album Top 100) | 37       |

| Chart (1994)                       | Position |
| ---------------------------------- | -------- |
| Dutch Albums (Album Top 100)       | 67       |
| German Albums (Offizielle Top 100) | 56       |
| Swiss Albums (Schweizer Hitparade) | 48       |
| US Billboard 200                   | 61       |

## Сертифікації
| Регіон                                                                                          | Сертифікація  | Продажі    |
| ----------------------------------------------------------------------------------------------- | ------------- | ---------- |
| Австралія (ARIA)                                                                                | Платиновий    | 70 000^    |
| Австрія (IFPI Austria)                                                                          | Золотий       | 25 000*    |
| Бразилія (ABPD)                                                                                 | Платиновий    | 250 000*   |
| Канада (Music Canada)                                                                           | 3× Платиновий | 300 000^   |
| Фінляндія (IFPI Finland)                                                                        | Платиновий    | 33,935     |
| Німеччина (BVMI)                                                                                | Золотий       | 250 000^   |
| Італія (FIMI) since 2009                                                                        | Золотий       | 25 000*    |
| Нідерланди (NVPI)                                                                               | Платиновий    | 100 000^   |
| Нова Зеландія (RIANZ)                                                                           | Платиновий    | 15 000^    |
| Норвегія (IFPI Norway)                                                                          | Платиновий    | 50 000*    |
| Іспанія (PROMUSICAE)                                                                            | Платиновий    | 100 000^   |
| Швеція (IFPI Sweden)                                                                            | Золотий       | 50 000^    |
| Швейцарія (IFPI Switzerland)                                                                    | Золотий       | 25 000^    |
| Велика Британія (BPI)                                                                           | Золотий       | 100 000^   |
| США (RIAA)                                                                                      | Платиновий    | 1 000 000^ |
| *продажі, що базуються лише на сертифікаціях ^відвантаження, що базуються лише на сертифікаціях |               |            |